# Közép-afrikai labdarúgó-bajnokság (első osztály)
A Central African Republic League a Közép-afrikai Köztársaság-beli labdarúgó bajnokságok legfelsőbb osztályának elnevezése. 1968-ban alapították és 12 csapat részvételével zajlik. A bajnok a bajnokok Ligájában indulhat.

## A 2016-2017-es bajnokság résztvevői
- Tempête Mocaf
- Anges de Fatima
- Sica Sport
- Réal Comboni
- Espérance
- Stade Centrafricain
- Olympic Real de Bangui
- DFC8
- Anégrée Freese
- Castel Foot
- Asset Gobongo
- SOS Gbangouma

## Az eddigi bajnokok
| - 1968 : Cattin - 1969 : ismeretlen - 1970 : ismeretlen - 1971 : Réal Olympique Castel - 1972 : ismeretlen - 1973 : Réal Olympique Castel - 1974 : Anges de Fatima - 1975 : Réal Olympique Castel - 1976 : Tempête Mocaf - 1977 : Stade Centrafricain - 1978 : Anges de Fatima - 1979 : Réal Olympique Castel - 1980 : USCA - 1981 : Publique Sportive Mouara - 1982 : Réal Olympique Castel | - 1983 : Anges de Fatima - 1984 : Tempête Mocaf - 1985 : Stade Centrafricain - 1986 : Publique Sportive Mouara - 1987 : ismeretlen - 1988 : Anges de Fatima - 1989 : Stade Centrafricain - 1990 : Tempête Mocaf - 1991 : FACA - 1992 : USCA - 1993 : Tempête Mocaf - 1994 : Tempête Mocaf - 1995 : FACA - 1996 : Tempête Mocaf - 1997 : Tempête Mocaf | - 1998 : Nem ért véget - 1999 : Tempête Mocaf - 2000 : Olympic Real de Bangui - 2001 : Olympic Real de Bangui - 2002 : törölve - 2003 : Tempête Mocaf - 2004 : Olympic Real de Bangui - 2005 : Anges de Fatima - 2006 : ismeretlen - 2007 : ismeretlen - 2008 : Stade Centrafricain - 2009 : Tempête Mocaf - 2010 : Olympic Real de Bangui - 2011 : DFC8 - 2012 : Olympic Real de Bangui - 2013-14 : Tempête Mocaf - 2014-15 : nem rendezték meg - 2015-16 : DFC8 |  |

## Bajnoki címek eloszlása
| Klub                                                    | Város  | Bajnoki címek | Utolsó  |
| ------------------------------------------------------- | ------ | ------------- | ------- |
| Tempête Mocaf                                           | Bangui | 11            | 2013-14 |
| Olympic Real de Bangui (korábban Réal Olympique Castel) | Bangui | 10            | 2012    |
| Anges de Fatima                                         | Bangui | 5             | 2005    |
| Stade Centrafricain                                     | Bangui | 4             | 2008    |
| DFC8                                                    | Bangui | 3             | 2015-16 |
| FACA                                                    | Bangui | 2             | 1995    |
| Publique Sportive Mouara                                | Bangui | 2             | 1986    |
| USCA                                                    | Bangui | 2             | 1992    |
| Cattin                                                  | Bangui | 1             | 1968    |

## Külső hivatkozások
- Információk az RSSSF honlapján